# Saltat

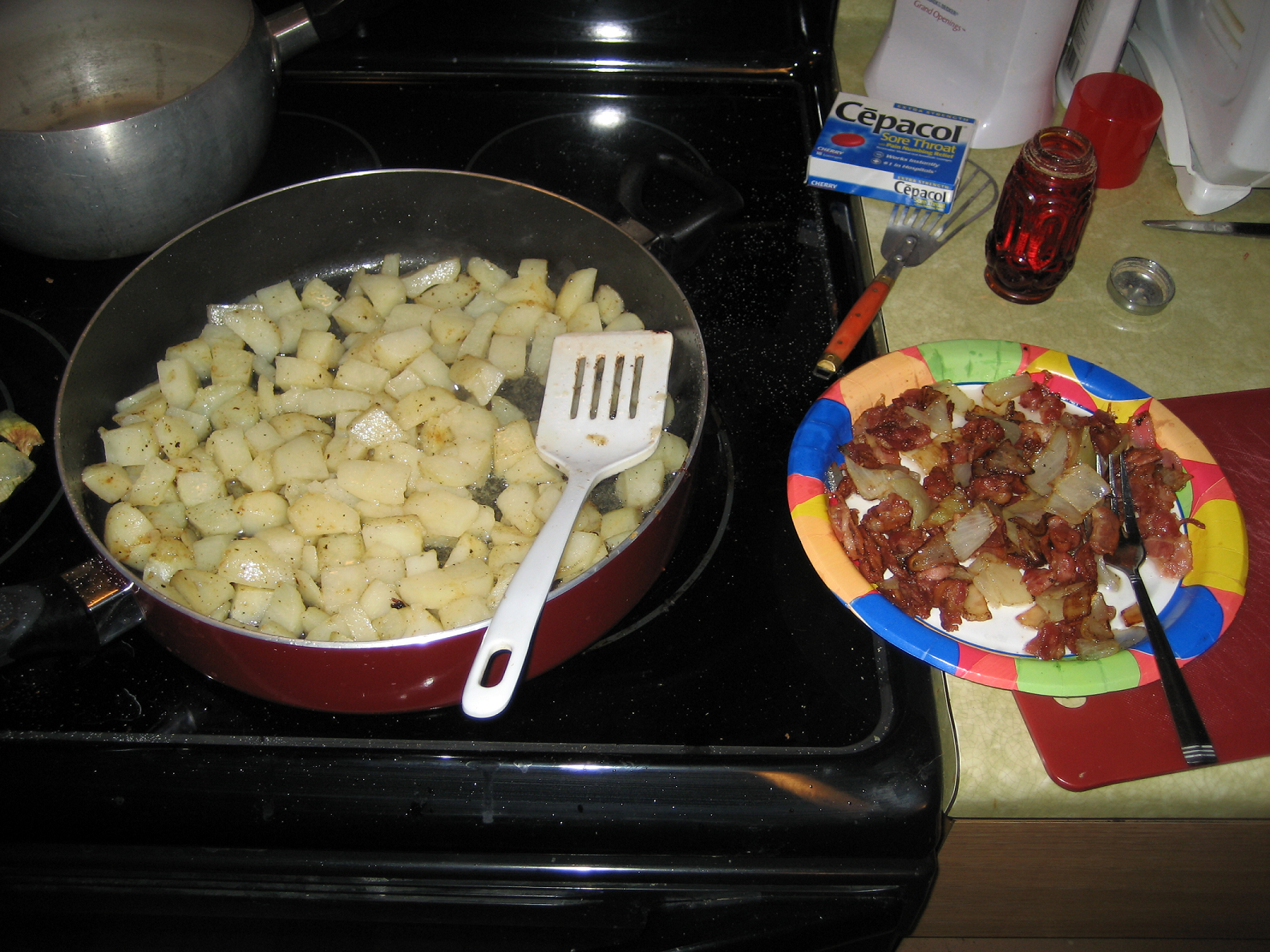
Aliments saltats.

El saltat és un mètode de cuina emprat per coure aliments amb una petita quantitat de greix en una paella i emprant una font de calor relativament alta. Sauter significa «saltar» en francès i amb això, el que s'indica el principal procés durant el mètode de cocció: mantenir en moviment. És similar al procés stir fry del wok a la cuina xinesa (saltat al wok). En desglaçar el fons de la paella amb vi, brou, vinagre o altres líquids es pot fer una salsa.

## Característiques
L'aliment saltat es cuina generalment per un període relativament curt de temps a causa de l'alta temperatura, mentre que al mateix temps preserva el seu color, humitat i gust. Aquesta tècnica és molt comuna amb els talls més tous de la carn com el llom i el filet mignon. La diferència entre saltar i socarrimar és que en el primer procés l'aliment queda cuinat a fons, mentre en el segon l'interior queda cru.
Pel que fa al greix utilitzat, generalment s'empra oli d'oliva o mantega clarificada encara que la majoria de greixos són vàlids per al procés. La mantega comuna és menys adequada per al saltat, ja que es crema a una temperatura més baixa a causa de la presència dels residus sòlids de llet.